# Weissella ghanensis
Bacteri grampositiu de morfologia bacil·lar, de mida petita i no mòbil. Pot créixer a temperatures d'entre 15 i 37 °C. Fermenta glucosa amb producció important de diòxid de carboni. Produeix àcid a partir de fructosa, maltosa, salicina i trehalosa entre d'altres. Pot hidrolitzar esculina i formar amoníac a partir d'arginina. No pot créixer a 5% NaCl. El seu contingut en G+C és del 40%.
Va ser aïllat per primer cop de grans de cacau fermentats a New Tafo, Ghana. La soca tipus és la 215T.